# Etoricoxib
Etoricoxib ist ein Arzneistoff, der als Schmerzmittel aus der Klasse der COX-2-Hemmer (Nicht-steroidale Antirheumatika, NSAR) zur Behandlung der Arthrose, der rheumatoiden Arthritis und bei akuten Gichtanfällen angewendet wird. Etoricoxib ist in Deutschland verschreibungspflichtig und seit September 2004 für Personen ab 16 Jahren zugelassen.

## Indikationen
Etoricoxib ist in Deutschland zugelassen für:
- Arthrose
- Rheumatoide Arthritis
- Akute Gichtarthritis
- Morbus Bechterew
- Postoperative Zahnschmerzen (Zulassung seit April 2012)[2]

Im Gegensatz zu anderen nichtsteroidalen Antirheumatika wird mit einer relativ geringen Dosis therapiert. Die Tagesdosis liegt bei 30–120 mg.

## Pharmakokinetik
Die biologische Halbwertszeit beträgt 22 Stunden. Das Präparat flutet sehr schnell an und erreicht nach ca. einer Stunde den höchsten Wirkspiegel. Dadurch ist ein sehr schneller Wirkungseintritt zu erwarten, nach Studienlage im Mittel nach 25 Minuten.
Die Zulassungsstudien bei akuter Gichtarthritis liefen gegen 3 × 50 mg Indometacin; eine gleiche Wirksamkeit konnte gezeigt werden.
Bei Arthrose und Rheumatoider Arthritis wurde gegen 3 × 50 mg Diclofenac oder 2 × 500 mg Naproxen verglichen, jeweils mit dem Ergebnis gleicher Wirksamkeit.

## Nebenwirkungen
Das Präparat kann wie alle NSAR zu arterieller Hypertonie und Ödemen führen. Zudem besteht ein erhöhtes Risiko bei kardiovaskulären Erkrankungen (siehe Gegenanzeigen).
In der 2006 publizierten MEDAL-Studie, in welcher ca. 34000 Patienten eingeschlossen wurden, wurde Etoricoxib (in der Dosierung 60 mg und 90 mg) mit Diclofenac (150 mg) hinsichtlich kardiovaskulärer und thrombotischer Ereignisse verglichen. In dieser Studie konnte kein Unterschied zwischen Diclofenac und Etoricoxib hinsichtlich der kardiovaskulären Sicherheit festgestellt werden. Die Studie lief maximal über 3,5 Jahre, wobei über 12000 Patienten über einen Zeitraum von mehr als 2 Jahren behandelt wurden. Die Studie wurde wegen der Wahl von Diclofenac als Vergleichssubstanz kritisiert, da bei Diclofenac wie bei Naproxen auch ein erhöhtes kardiovaskuläres Risiko vorbekannt war; somit habe man gerade eine Vergleichssubstanz gewählt, die selbst ein vergleichsweise hohes Level an unerwünschten Nebenwirkungen im kardiovaskulären Bereich hat. Etoricoxib verursachte unter 90 mg mehr Studienabbrüche wegen Ödemen und unter 60 mg und 90 mg mehr Studienabbrüche aufgrund von Bluthochdruck. Diclofenac war lebertoxischer (Studienabbrüche ca. 3 % vs. 0,3 %). Gastrointestinal (Magen/Darm-Trakt) war Etoricoxib besser verträglich als Diclofenac, jedoch nicht in allen Subgruppen. Die MEDAL-Studie war in den USA eine wichtige Zulassungsstudie für Etoricoxib; nach deren Auswertung wurde die Zulassung durch die FDA erneut abgelehnt.
Eine weitere mögliche Nebenwirkung von Etoricoxib und anderen COX-2-Hemmern sind Depressionen.

## Gegenanzeigen
Etoricoxib ist bei Niereninsuffizienz (mit einer Kreatinin-Clearance unter 30 ml/min) und schweren Leberfunktionsstörungen kontraindiziert.
Gleiches gilt für akute Magengeschwüre und Magen/Darmblutungen.
Dehydratisierte Patienten (z. B. Leistungssportler mit zu geringer Flüssigkeitsaufnahme) sowie Schwangere und Stillende dürfen ebenfalls kein Etoricoxib erhalten.
Nach einer Neubewertung der Klasse der Coxibe durch die US-amerikanische Food and Drug Administration (FDA) und die Europäische Arzneimittelagentur wurden 2004 folgende Gegenanzeigen neu aufgenommen:
- Patienten mit einer arteriellen Hypertonie, deren Blutdruck nicht ausreichend kontrolliert ist, sowie ischämische Herzerkrankungen wie
- Herzinsuffizienz (NYHA II-IV)
- Klinisch gesicherte Koronare Herzkrankheit (KHK, z. B. Angina Pectoris) und/oder zerebrovaskuläre Erkrankungen (z. B. Schlaganfall)

## Handelsnamen
Monopräparate

Arcoxia (D, A, CH), Etori, Etoriax, Etorican, Etoriconio, Etoricox, Etoricoxib (D), Exinef (A, CH), Auxib (A)